# محمود عطية (رباع)
محمود عطية رباع بارالمبي مصري، يتنافس في وزن 88 كجم. شارك محمود في ف دورة الألعاب البارالمبية الصيفية 2020 بطوكيو، وفاز بالميدالية الفضية في وزن  72 كجم بعدما رفع وزن 191 كجم.

## التاريخ الشخصي
تلقى محمود تعليمه في كلية التجارة من جامعة المنصورة. بدأ ممارسة رفع الأثقال في عام 2003، بدأ المسيرة الإحترافية في عام 2017.